# Shinjō, Yamagata
Shinjō (新庄市 Shinjō-shi) là một thành phố thuộc tỉnh Yamagata, Nhật Bản.